# 자사현밴드
자사현 밴드(JASAHYUN BAND)
대한민국 찬사연(찬양사역자연합)에 등록되어있는 유일한 CCM밴드.
체육학과를 나온 리더 이현길을 중심으로 개성 뚜렷한 멤버들로 구성, 나이대도 20대~40대까지 다양하다.
자사현의 의미는 [자비(사랑) 자, 생각할 사, 비출 현] 하나님의 사랑을 생각하고 비추다.
주로 페이스북(https://www.facebook.com/jasahyunband/)을 통하여 활동현황이나 사진을 업데이트하고, 페이스북이나 지인의 소개로 집회 신청을 받는 경우가 대부분이다.
대형교회보다는 크지 않은 교회들이나 개척교회를 돕기위한 사역을 많이한다.

멤버 : 이현길(보컬), 하경호(총무), 강수경(건반), 윤솔(건반), 이지예(건반), 신동우(드럼), 이강복(기타), 이의진(베이스), 이민식(베이스) 
음반
2014년 1집
1. 내 주 예수
2. 주의 은혜(Feat. 오은)
3. 주여
4. 세상에 할일이 너무도 많아
5. 주님의 향기(Feat. 김의훈)
6. 축복송(Feat. 한지연)
7. 다윗의 기도
8. 주의 길 가는 건(Title)
9. 난 행복해요
10. 성령의 능력 이제 보이소서(Feat. 유제범, 김의훈, 깅연희, 오은, 한지연)

2019년 2집
1. 不惑(불혹)
2. 이곳에서(Title) (Guest 한지연, 오혜진, 이은영, 이택유)
3. 첫사랑
4. 상처는 저 별이되어(Guest 한지연, 이택유)
5. 자사현 애가
6. 평안(Guest 하경호)
7. 축복송2(Guest 서하얀)
8. 주의 길 걸어가다
9. 이곳에서(Piano)
10. 성탄별곡(Guest 한지연, 오혜진, 서하얀, 이은영, 이택유)

출처 : (사)비침 사무국, (주)주향